# Österreichische Land-Zeitung
Die Österreichische Land-Zeitung war eine österreichische deutschnationale Zeitung, die zwischen 1880 und 1918 in Krems und Wilhelmsburg erschien. Sie trug im Lauf der Zeit verschiedene Nebentitel, so etwa Organ des Österreichischen Patriotischen Landvereins. Sie erschien anfangs nur zweimal monatlich, danach wöchentlich und täglich und ab 1916 sogar zweimal am Tag. Die Fortsetzung der Österreichischen Land-Zeitung war die Deutschösterreichische Land-Zeitung.
Die Österreichische Land-Zeitung wurde 1880 von Heinrich und Friedrich Fieber als Organ des Österreichischen patriotischen Landvereins gegründet und in Wilhelmsburg verlegt. Im Jänner 1883 gingen die Unabhängigen Blätter in der Zeitung auf, im Juni desselben Jahres der Stadt- und Landbote.